# Крецу
Крецу (рум. Crețu) — село у повіті Димбовіца в Румунії. Входить до складу комуни Чокенешть.
Село розташоване на відстані 29 км на північний захід від Бухареста, 44 км на південний схід від Тирговіште, 115 км на південь від Брашова.

## Населення
За даними перепису населення 2002 року у селі проживали 560 осіб, усі — румуни. Усі жителі села рідною мовою назвали румунську.